# Xenoturbella
Die Xenoturbella (Gr. + Lat. Fremde Strudelwürmer) bilden eine Gattung der Tiere innerhalb der Bilateria. Es ist die einzige Gattung in der Familie Xenoturbellidae, die wiederum die einzige Familie im Unterstamm Xenoturbellida ist. Die nur wenige Zentimeter langen Tiere leben marin auf Schlammböden. Die ersten Tiere wurden 1915 im Skagerrak gefunden, aber erst 1949 beschrieben.

## Merkmale
Die Xenoturbella werden bis zu 20 cm lang. Sie sind durch einen abgeflachten Körper mit einer bauchseitigen Mittelrinne gekennzeichnet, die von Cilien umstanden ist (Wimpernrinne). Die Mundöffnung befindet sich ebenfalls in dieser Rinne oder davor. Die an den amerikanischen Küsten gesammelten Tiere wiesen ein epidermales Netzwerk an der Bauchseite auf, das für die europäischen Arten nicht beschrieben und vielleicht übersehen wurde.
Sie haben einen eher einfachen inneren Aufbau. Trotz der fehlenden Gonaden bilden die Tiere Keimzellen aus, die Embryos lagern in Follikeln. Die Tiere haben mit Ausnahme eines Gleichgewichtsorganes (Statocyste) nur wenige andere definierte Organe. Der Hohlraum der Statocyste ist mit Flagellen und mehreren Statolithen, die anders als bei allen anderen bekannten Tiergruppen ebenfalls bewimpert sind und sich innerhalb der Statocyste bewegen, bestückt. Des Weiteren verfügen die Tiere über ein diffuses Nervensystem unterhalb der Epidermis (Oberhaut), die zudem sehr drüsenreich ist. Die einzige Körperhöhle bildet ein afterloser und sackförmiger Darm, eine sekundäre Leibeshöhle (Coelom) ist nicht vorhanden.

## Verbreitung und Lebensräume
Erste Exemplare der Gattung wurden  an den Küsten von Schweden, Schottland und Island im Flachwasserbereich gefunden. 2016 wurden vier neue Arten der Gattung aus den Tiefseeregionen der amerikanischen und mexikanischen Pazifikküste bis in Tiefen über 2500 Metern beschrieben.

## Systematik
Die Gattung enthält heute sieben bekannte Arten wurmähnlicher Tiere. Seit der Erstbeschreibung eines 1915 gefundenen Exemplars, das 1949 den Namen Xenoturbella bocki erhielt, ist die taxonomische Einordnung der Gattung umstritten. Zuerst wurden die gefundenen Tiere als freilebende Plattwürmer identifiziert. Dann wurden sie für Weichtiere gehalten, daraufhin zu den Neumündern gestellt. Innerhalb der Neumünder bilden sie zusammen mit den Acoelomorpha den Stamm Xenacoelomorpha. Neueste Analysen platzieren die Xenacoelomorpha als Schwestergruppe zu den restlichen Bilateria, die als Nephrozoa zusammengefasst werden.
Die bisherigen Arten, die dieser Gattung zugeordnet werden, sind:
- Xenoturbella bocki Westblad, 1949
- Xenoturbella westbladi Israelsson, 1999
- Xenoturbella monstrosa Rouse et al. 2016
- Xenoturbella hollandorum Rouse et al. 2016
- Xenoturbella profunda Rouse et al. 2016
- Xenoturbella churro Rouse et al. 2016
- Xenoturbella japonica Nakano et al. 2017/2018

Xenoturbella westbladi wurde von Rouse et al. 2016 aufgrund der großen Ähnlichkeiten des genetischen Materials zu Xenoturbella bocki nicht als eigenständige Art betrachtet und somit mit dieser synonymisiert. Auf der Basis einer molekularbiologischen DNA-Analyse wurde die Verwandtschaft der bisher bekannten Arten untersucht, demnach bildet X. monstrosa gemeinsam mit X. profunda und X. churro ein gemeinsames Taxon von Tiefseearten, die den Flachwasserarten X. bocki und X. hollandorum gegenüber stehen. Zu letzteren wird auch die erst 2017/2018 erstbeschriebene Art X. japonica gezählt.